# Osvaldo Bettoni
Osvaldo Bettoni (Leno, 12 agosto 1952) è un ex ciclista su strada e pistard italiano.

## Carriera
Professionista dal 1974 al 1980, ha sempre corso per la Bianchi-Piaggio. I suoi risultati più importanti sono il Campionato Italiano di inseguimento a Squadre nel 1973, e il secondo posto nello stesso campionato ma come individuale, nel 1977.
Nel 1977 ottenne un terzo posto al Trofeo Baracchi, in coppia con Serge Parsani.

### Dopo il ritiro
Ritiratosi nel 1980, rimase per diversi anni nell'ambiente, in qualità di meccanico.

## Palmarès

### Strada
- 1974

Trofeo Sportivi Magnaghesi
- 1977

Trofeo Velco
- 1978

Giro delle due Provincie-Marciana di Cascina
Giro della provincia di Lucca

### Pista
- 1977

Campionato italiano di inseguimento individuale

## Piazzamenti

### Grandi Giri
- Giro d'Italia

1977: 47º
1978: 82º

### Classiche monumento
- Milano-Sanremo

1980: ritirato

### Competizioni mondiali
- Campionati del mondo

Valkenburg 1979 - In linea: ritirato